# Konokovo
Konokovo (del ruso: Коноково) es un selo del raión de Uspénskoye del krai de Krasnodar, en el sur de Rusia. Está situado en la orilla izquierda del río Kubán, 7 km al noroeste de Uspénskoye y 181 km al este de Krasnodar, la capital del krai. Tenía 7 880 habitantes en 2010.
Es cabeza del municipio Konokovskoye.

## Historia
La localidad fue fundada en 1901. Se desarrolló rápidamente, ya que en 1910 vivían 4 803 personas. En 1913, en Konokovo había dos escuelas con cinco maestros, la estación ferroviaria y teléfono. En 1915 se estableció la comunicación telefónica con Uspénskoye y la stanitsa Ubézhenskaya. En 1918 se formó el soviet del pueblo, substituido en 1991 por la administración actual. Hasta 1920 pertenecía al otdel de Labinsk del óblast de Kubán.

## Demografía
| 2002  | 2010  |
| ----- | ----- |
| 7 411 | 7 880 |

### Composición étnica
De los 7 411 habitantes que tenía en 2002, el 80.8 % era de etnia rusa, el 10.7 % era de etnia armenia, el 3.1 % era de etnia gitana, el 2.5 % era de etnia ucraniana, el 0.5 % era de etnia alemana, el 0.4 % era de etnia adigué, el 0.3 % era de etnia bielorrusa, el 0.2 % era de etnia tártara, el 0.1 % era de etnia georgiana y el 0.1 % era de etnia griega

## Economía y transporte
El principal sector económico de la localidad es la agricultura (trigo, girasol, remolacha azucarera, maíz). Se cría el ganado bovino, porcino, ovino, caprino, equino y aviar. En la aldea son construidos 19 invernaderos de superficie total de 4 107 metros cuadrados. Las principales empresas son OAO Konokovski Elevator, OOO Konokovski molochni zavod nº1, entre otras. Gazprom efectúa en el territorio de la localidad extracciones de gas natural.
Cuenta con una estación (Konokovo) en la línea del ferrocarril del Cáucaso Norte, en el tramo entre Armavir y Mineralnye Vody.
Al sur de la localidad pasa la carretera federal M29 Cáucaso.